# Burgerkill
Burgerkill是印度尼西亞來自萬隆的獨立樂團，樂團名稱是惡搞漢堡王(Burger King)而命名。
音樂風格包含金屬蕊(Metalcore)、鞭擊金屬(Thrash Metal)、死亡金屬(Death Metal)、輾核(Grindcore)等。

## 地下時期
Burgerkill於1995年組成，他們當時想只是想表演，回家，工作，就沒有別的了。但他們1997年推出第一張專輯不久居然賣了1000張銷量，對於當時印尼唱片業未成熟，加上盜版旺盛，而且並沒有大量去宣傳，獨立樂團有如此好的成績是比較罕有。
1997年，他們開始享受錄音的過程，而他們的地下演唱會觀眾數目不段增加，使Burgerkill成為最有名氣的印尼地下樂團之一。
2000年Burgerkill被NewsMusik雜誌提名為最佳獨立樂團，而且越來越多商業機構贊座他們的演唱會。

## 主流時期
2003年Burgerkill與國際唱片公司SONY MUSIC(即現今SONY BMG)簽約，正式踏上印尼主流樂壇。在年底推出一張金屬蕊(Metalcore)曲風的專輯<Berkarat>，相對於第一張專輯，明顯更進步，並充分熟練，雖然他們簽約國際唱片公司，但依然保持歌曲、歌詞的發揮，一樣充滿抑鬱和黑暗。
2004年，Burgerkill被一個頒獎禮選為“最佳金屬樂團”，得到了證明。

## 其他
2003年Burgerkill曾與印尼著名搖滾樂團Padi的主唱Fadly合作了一首《Tiga Titik Hitam》(三黑點)。

## 連結
- Burgerkill Feat Fadly 《Tiga Titik Hitam》(三黑點) MV 中文字幕 You Tube線上看（页面存档备份，存于）
- burgerkill的Myspace網頁（页面存档备份，存于）
- burgerkill的官方網站（页面存档备份，存于）